# محمدعلی حلبی
محمدعلی الحلبی (زاده ۱۹۳۷ – درگذشته ۱۹ سپتامبر ۲۰۱۶) وی سیاستمداری سوری بود که منصب نخست‌وزیری سوریه را در زمان مابین ۲۷ مارس ۱۹۷۸ تا ۹ ژانویه ۱۹۸۰ در زمان ریاست‌جمهوری حافظ اسد بر عهده داشت.